# Franca (São Paulo)
Franca, amtlich portugiesisch Município de Franca, ist eine Stadt in Brasilien im Bundesstaat São Paulo, etwa 1030 m über dem Meeresspiegel. Die wichtigsten Industriezweige in Franca sind die Schuhindustrie sowie die chemische Industrie. Die Bevölkerungszahl wurde zum 1. Juli 2021 auf 358.539 Einwohner geschätzt, die portugiesisch francanos genannt werden und auf einer Gemeindefläche von rund 605,7 km² leben.
Franca ist Zentrum der 2018 gegründeten 19 Gemeinden umfassenden Aglomeração Urbana de Franca (Städtische Agglomeration Franca) und Sitz des Bistums Franca.

## Sehenswürdigkeiten
- Museu do Calçado de Franca – umfangreiches Schuhmuseum der „Hauptstadt der Herrenschuhe“[3]

## Wirtschaft
In Franca ist das Luftfahrtunternehmen Aeroálcool Tecnologia Ltda beheimatet.

## Verkehr
- Flughafen Franca

## Sport
Franca ist Heimat des Fußballvereins AA Francana. Der lokale Basketballverein Franca Basquetebol Clube gewann sechsmal den Südamerikapokal der Meister, zuletzt 1991.

## Söhne und Töchter der Stadt
- Jaime Luiz Coelho (1916–2013), Erzbischof von Maringá
- Sérgio Henrique Ferreira (1934–2016), Pharmakologe und Arzt
- Regina Duarte (* 1947), Schauspielerin
- Luiza Trajano (* 1951), Unternehmerin
- Devair Araújo da Fonseca (* 1968), römisch-katholischer Geistlicher, Bischof von Piracicaba
- Wagner Lopes (* 1969), japanischer Fußballspieler
- Marcos Aurélio Fernandes da Silva (* 1977), Fußballspieler
- Marcos Antonio García Nascimento (* 1979), Fußballspieler
- Diego Figueiredo (* 1980), Jazzmusiker
- Odirlei Pessoni (1982–2021), Bobfahrer
- Welder da Silva Marçal (* 1991), Fußballspieler
- João Victor Tornich (* 2002), Fußballspieler
- Estêvão Willian (* 2007), Fußballspieler